# 统一民主左翼

统一民主左翼标志

统一民主左翼（希臘語：Ενιαία Δημοκρατική Αριστερά，羅馬化：Eniéa Dimokratikí Aristerá，缩写为，EDA）是希腊的一个左翼政党。该党成立于1951年8月3日，由希腊的一些中左翼、左翼政治家及希腊人民解放军的一些前成员创建。该党从成立之时起，便作为当时被宣布为非法的希腊共产党的合法替代组织运作。在1958年希腊议会选举中，该党成为希腊议会最大的反对党。1967年，希腊右翼军人发动政变上台后，该党被取缔，转入地下活动。1974年，希腊军政府垮台，该党恢复公开活动，并与希腊共产党和希腊共产党（国内派）在1974年希腊议会选举中结成选举联盟。1977年后，该党的实力逐渐式微，最终于1993年6月28日解散。